# SV Dinamo Helfort 15 Young Stars
SV Dinamo Helfort 15 Young Stars – austriacki klub piłkarski, mający siedzibę w wiedeńskiej dzielnicy Ottakring. Obecnie gra w 2. Landesliga Wien.

## Historia
Chronologia nazw:
- 1910: Sportclub Helfort
- 1914: SC Helfort-Intact
- 1918: SC Helfort
- 1981: SC Helfort-Hornek – po fuzji z FC Hornek
- 1986: SC Teleges Helfort-Hornek
- 1991: SC Helfort-Fortuna Wien – po fuzji z FC Fortuna Wien
- 1996: SC Helfort-Phönix – po fuzji z ASK-KDAG-Phönix
- 2003: SPC SKF Helfort 15
- 2007: SPC Helfort 15
- 2012: SV Dinamo Helfort 15 Young Stars – po fuzji z SV Dinamo Ottakring

Klub sportowy Sportclub Helfort został założony w miejscowości Wiedeń w 1910 roku. Początkowo zespół grał przez wiele lat w niższych klasach Wiednia. W latach 1914–1918 nazywał się SC Helfort-Intact, a potem wrócił do pierwotnej nazwy. W sezonie 1924/25 zdobył tytuł mistrzowski w 3. Klasse Nord (D5). Ale klub postanowił przenieść się do Związku VAFÖ w 1926 roku, gdzie pozostał do 1934 roku. W 1930 roku zdobył nawet mistrzostwo Związku. W 1934 roku klub przeniósł się do profesjonalnej II. Ligi Nord. Po zakończeniu sezonu 1936/37 zwyciężył w II. Liga Nord, ale potem w turnieju playoff zajął tylko drugie miejsce, które nie dawało promocji do najwyższej klasy. Wskutek aneksji Austrii przez Rzeszą Niemiecką 12 marca 1938 roku rozgrywki w Austrii były organizowane jako część mistrzostw Niemiec. Austriackie kluby walczyli w Gaulidze, a zwycięzca potem uczestniczył w rozgrywkach pucharowych o tytuł mistrza Niemiec. Klub występował w drugiej lidze. W sezonie 1944/45 prowadził w 1. Klasse Wien Süd, ale sezon został niedokończony z powodu działań wojennych.
Po zakończeniu II wojny światowej klub został zakwalifikowany do najwyższego poziomu rozgrywek, zwanym Liga. Po zakończeniu sezonu 1945/46, w którym zajął 10.miejsce, spadł do Wiener Stadtligi. W 1950 w wyniku wprowadzenia Staatsligi B o jeden poziom został obniżony status Wiener Stadtligi. Potem do 1965 występował na trzecim poziomie austriackiej piramidy piłki nożnej. W 1965 po wygraniu Wiener Stadtligi awansował do Regionalliga Ost (D2), w której pozostał na pięć lat. W 1970 spadł do Wiener Stadtligi. W 1974 po reorganizacji systemu lig poziom ligi został obniżony do IV poziomu. Ale klub po zajęciu trzeciego miejsca został zakwalifikowany do Regionalligi Ost (D3). Po dwóch sezonach w 1976 spadł do Wiener Stadtligi (D4). W kolejnych latach klub grał w czwartej lidze, zanim spadł do poziomu piątego. W 1981 roku klub połączył się z FC Hornek Wien, tworząc SC Helfort-Hornek. W 1991 roku ostatecznie połączył się z FC Fortuna Vienna w SC Helfort-Fortuna Wien. W 1995 wrócił do Wiener Stadtligi, a w sezonie 1996/97 po fuzji z ASK-KDAG-Phönix przyjął nazwę SC Helfort-Phönix i zajął drugie miejsce w tabeli czwartej ligi. W kolejnych latach główny sponsor SPC Gschwandtner Seminare Projekte Consulting GmbH poparł zmianę nazwy na SPC SKF Helfort 15. W 2003 z nową nazwą spadł do Wiener Oberliga A (D5). W sezonie 2005/06 zwyciężył w Wiener Oberliga A i wrócił do Wiener Stadtligi. Ale po roku został zdegradowany z powrotem do Oberligi A. W 2007 skrócił nazwę do SPC Helfort 15. Latem 2012 klub SV Dinamo Ottakring połączył się z KSV Ankerbrot Monte Laa, który akurat zdobył awans do Oberligi A. Następnie nastąpiła kolejna fuzja z SPC Helfort, a połączony klub został przemianowany na SV Dinamo Helfort 15 Young Stars. Klub nadal występował w Wiener Oberliga A (D5), która w 2014 zmieniła nazwę na 2. Landesliga Wien.

## Barwy klubowe, strój
|  |  |

Klub ma barwy niebiesko-białe. Zawodnicy domowe spotkania zazwyczaj grają w niebieskich koszulkach, niebieskich spodenkach oraz niebieskich getrach.

## Sukcesy

### Trofea międzynarodowe
Nie uczestniczył w rozgrywkach europejskich (stan na 31-05-2019).

### Trofea krajowe
| \| \| Zdobyte trofea w rozgrywkach Austrii (stan na: 31-05-2019) \| |                                                            |      |                                    |
| Rozgrywki                                                           | Osiągnięcie                                                | Razy | Sezon(y)                           |
| · Mistrzostwo                                                       | I miejsce                                                  | 0    |                                    |
| · Mistrzostwo                                                       | II miejsce                                                 | 0    |                                    |
| · Mistrzostwo                                                       | III miejsce                                                | 0    |                                    |
| · Mistrzostwo                                                       | 10.miejsce                                                 | 1    | 1945/46                            |
| Puchar                                                              | zdobywca                                                   | 0    |                                    |
| Puchar                                                              | finalista                                                  | 0    |                                    |
| Puchar                                                              | 1/8 finału                                                 | 4    | 1936/37, 1937/38, 1945/46, 1946/47 |
| II liga                                                             | I miejsce                                                  | 2    | 1936/37, 1944/45 (niedok.)         |
| II liga                                                             | II miejsce                                                 | 2    | 1937/38, 1942/43                   |
| II liga                                                             | III miejsce                                                | 1    | 1941/42                            |
| Austria                                                             | Zdobyte trofea w rozgrywkach Austrii (stan na: 31-05-2019) |      |                                    |

- Wiener Stadtliga (D3):
  - mistrz (1x): 1964/65
  - 3.miejsce (1x): 1973/74

## Poszczególne sezony

### Rozgrywki międzynarodowe

#### Europejskie puchary
Nie uczestniczył w rozgrywkach europejskich.

### Rozgrywki krajowe
| \| Austria \| Bilans występów klubu w rozgrywkach piłkarskich Austrii (Stan na 31 maja 2019 r.) \| \| |                                                                                    |        |       |   |   |   |    |    |     |                                 |        |        |      |
| Poziom                                                                                                | Rozgrywki                                                                          | Sezony | Mecze | Z | R | P | B+ | B– | Pkt | Lata                            | Awanse | Spadki | Naj. |
| I | Liga                                                                               | 5      |       |   |   |   |    |    |     | 1945/46                         | 0      | 1      | 10   |
| II | II. Liga/ Bezirksklasse Wien A/ 1. Klasse Wien/ Wiener Stadtliga/ Regionalliga Ost | 20     |       |   |   |   |    |    |     | 1934–1945, 1946–1950, 1965–1970 | 1      | 2      | 1    |
| III                                                                                                   | Wiener Stadtliga/ Regionalliga Ost                                                 | 21     |       |   |   |   |    |    |     | 1950–1965, 1970–1976            | 1      | 1      | 1    |
| | Puchar Austrii                                                                     | ?      |       |   |   |   |    |    |     | od 1919                         | 0      | 0      | 1/8  |
| Austria                                                                                               | Bilans występów klubu w rozgrywkach piłkarskich Austrii (Stan na 31 maja 2019 r.)  |        |       |   |   |   |    |    |     |                                 |        |        |      |

## Struktura klubu

### Stadion
Klub piłkarski rozgrywa swoje mecze domowe na stadionie Sportplatz Helfort w Wiedniu, który może pomieścić 1000 widzów.

### Inne sekcje
Klub prowadzi drużyny dla dzieci i młodzieży w każdym wieku.

### Sponsorzy
- Teleges
- SPC Gschwandtner Seminare Projekte Consulting GmbH

## Kibice i rywalizacja z innymi klubami

### Derby
- Admira Wiedeń
- Austria Wiedeń
- FC Wien
- First Vienna FC 1894
- Floridsdorfer AC
- Rapid Wiedeń
- Wacker Wiedeń
- Wiener AC
- Wiener SC